# Oleg Belov
Pour les articles homonymes, voir Belov.
Oleg Ivanovitch Belov - en russe : Олег Иванович Белов (Oleg Ivanovič Belov) - (né le 20 avril 1973 à Moscou en URSS) est un joueur professionnel russe de hockey sur glace. Il évolue au poste d'ailier.

## Biographie

### Carrière de joueur
En 1991, il commence sa carrière avec le HK CSKA Moscou dans le championnat d'URSS. Il est choisi en 1995 au cours du repêchage d'entrée dans la Ligue nationale de hockey par les Penguins de Pittsburgh en 4e ronde, en 102e position. Il a évolué dans la Ligue internationale, la Serie A, l'Elitserien et en Suisse.

### Carrière internationale
Il a représenté l'URSS en sélection jeune puis la Russie au niveau international.

## Trophées et honneurs personnels
- 1994-1995 : Prix de la crosse d'or de la Superliga.

## Statistiques
Pour les significations des abréviations, voir Statistiques du hockey sur glace.

### En club
| Saison    | Équipe                   | Ligue      |    | Saison régulière | Saison régulière | Saison régulière | Saison régulière | Saison régulière |    | Séries éliminatoires | Séries éliminatoires | Séries éliminatoires | Séries éliminatoires | Séries éliminatoires |
| Saison    | Équipe                   | Ligue      | PJ | B                | A                | Pts              | Pun              | PJ               | B  | A                    | Pts                  | Pun                  |                      |                      |
| 1991-1992 | CSKA Moscou              | URSS       | 1  | 0                | 0                | 0                | 0                |                  |    |                      |                      |                      |                      |                      |
| 1992-1993 | CSKA Moscou              | Superliga  | 42 | 7                | 4                | 11               | 18               |                  |    |                      |                      |                      |                      |                      |
| 1993-1994 | Russian Penguins         | LIH        | 11 | 3                | 2                | 5                | 10               | --               | -- | --                   | --                   | --                   |                      |                      |
| 1993-1994 | CSKA Moscou              | Superliga  | 46 | 14               | 8                | 22               | 18               |                  |    |                      |                      |                      |                      |                      |
| 1994-1995 | CSKA Moscou              | Superliga  | 46 | 21               | 18               | 39               | 51               | --               | -- | --                   | --                   | --                   |                      |                      |
| 1995-1996 | Lumberjacks de Cleveland | LIH        | 68 | 14               | 15               | 29               | 34               | 3                | 0  | 0                    | 0                    | 0                    |                      |                      |
| 1996-1997 | Ice Dogs de Long Beach   | LIH        | 7  | 0                | 1                | 1                | 8                | --               | -- | --                   | --                   | --                   |                      |                      |
| 1996-1997 | HC Coire                 | LNB        | 25 | 23               | 20               | 43               | 29               | 3                | 2  | 1                    | 3                    | 0                    |                      |                      |
| 1997-1998 | HV 71 Jonkoping          | Elitserien | 42 | 11               | 13               | 24               | 30               |                  |    |                      |                      |                      |                      |                      |
| 1998-1999 | HV 71 Jonkoping          | Elitserien | 16 | 6                | 6                | 12               | 10               | --               | -- | --                   | --                   | --                   |                      |                      |
| 1998-1999 | HC Bolzano               | Serie A    | 2  | 2                | 0                | 2                | 12               |                  |    |                      |                      |                      |                      |                      |
| 1998-1999 | HC Bolzano               | Alpenliga  | 28 | 6                | 20               | 26               | 12               |                  |    |                      |                      |                      |                      |                      |
| 1999-2000 | HV 71 Jonkoping          | Elitserien | 49 | 16               | 21               | 37               | 53               |                  |    |                      |                      |                      |                      |                      |
| 2000-2001 | HV 71 Jonkoping          | Elitserien | 47 | 9                | 14               | 23               | 10               | --               | -- | --                   | --                   | --                   |                      |                      |
| 2001-2002 | HV 71 Jonkoping          | Elitserien | 34 | 7                | 10               | 17               | 12               | --               | -- | --                   | --                   | --                   |                      |                      |
| 2001-2002 | Rapperswil-Jona Lakers   | LNA        | 7  | 0                | 3                | 3                | 0                |                  |    |                      |                      |                      |                      |                      |
| 2002-2003 | Metallourg Magnitogorsk  | Superliga  | 41 | 4                | 8                | 12               | 8                | 3                | 0  | 0                    | 0                    | 2                    |                      |                      |
| 2003-2004 | Sibir Novossibirsk       | Superliga  | 58 | 9                | 16               | 25               | 28               | --               | -- | --                   | --                   | --                   |                      |                      |
| 2004-2005 | Sibir Novossibirsk       | Superliga  | 58 | 8                | 8                | 16               | 34               | --               | -- | --                   | --                   | --                   |                      |                      |
| 2005-2006 | Sibir Novossibirsk       | Superliga  | 51 | 7                | 11               | 18               | 26               | 4                | 0  | 2                    | 2                    | 6                    |                      |                      |
| 2006-2007 | Sibir Novossibirsk       | Superliga  | 46 | 5                | 20               | 25               | 59               | 7                | 0  | 0                    | 0                    | 2                    |                      |                      |
| 2007-2008 | Sibir Novossibirsk       | Superliga  | 46 | 9                | 13               | 22               | 28               | --               | -- | --                   | --                   | --                   |                      |                      |
| 2008-2009 | Amour Khabarovsk         | KHL        | 38 | 7                | 8                | 15               | 28               | --               | -- | --                   | --                   | --                   |                      |                      |
| 2009-2010 | Metallourg Novokouznetsk | KHL        | 23 | 1                | 7                | 8                | 10               |                  |    |                      |                      |                      |                      |                      |

### En équipe nationale
| Année | Compétition                 |   | PJ | B | A | Pts | Pun               |  | Résultat |
| 1988  | Championnat d'Europe junior | 5 | 0  | 2 | 2 | 6   | Médaille d'argent |  |          |
| 1993  | Championnat du monde junior | 7 | 1  | 2 | 3 | 2   | Sixième place     |  |          |
| 1995  | Championnat du monde        | 6 | 2  | 1 | 3 | 2   | Cinquième place   |  |          |
| 1997  | Championnat du monde        | 8 | 2  | 3 | 5 | 6   | Quatrième place   |  |          |